# Zagorje ob Savi
Zagorje ob Savi – miasto w Słowenii, siedziba gminy Zagorje ob Savi. W 2018 liczyło 6109 mieszkańców.